# Nuno Félix
Nuno Miguel Madeira Fernandes Félix (Viseo, Portugal, 16 de marzo de 2004) es un futbolista portugués que juega de centrocampista en el S. L. Benfica "B" de la Segunda División de Portugal.

## Trayectoria
En 2016, tras cuatro temporadas en el Portimonense S. C., fichó por el S. L. Benfica. Firmó su primer contrato profesional en septiembre de 2020.

## Selección nacional
Ha representado a Portugal en la selección juvenil.

## Estadísticas

### Clubes
Actualizado al último partido disputado el 3 de noviembre de 2024.
| Club                       | Div.          | Temporada     | Liga  | Liga  | Liga   | Copas nacionales | Copas nacionales | Copas nacionales | Copas internacionales | Copas internacionales | Copas internacionales | Total | Total | Total  |
| Club                       | Div.          | Temporada     | Part. | Goles | Asist. | Part.            | Goles            | Asist.           | Part.                 | Goles                 | Asist.                | Part. | Goles | Asist. |
| -------------------------- | ------------- | ------------- | ----- | ----- | ------ | ---------------- | ---------------- | ---------------- | --------------------- | --------------------- | --------------------- | ----- | ----- | ------ |
| S. L. Benfica "B" Portugal | 2.ª           | 2021-22       | 3     | 0     | 0      | —                | —                | —                | —                     | —                     | —                     | 3     | 0     | 0      |
| S. L. Benfica "B" Portugal | 2.ª           | 2022-23       | 1     | 0     | 0      | —                | —                | —                | —                     | —                     | —                     | 1     | 0     | 0      |
| S. L. Benfica "B" Portugal | 2.ª           | 2023-24       | 32    | 4     | 2      | —                | —                | —                | —                     | —                     | —                     | 32    | 4     | 2      |
| S. L. Benfica "B" Portugal | 2.ª           | 2024-25       | 8     | 0     | 0      | —                | —                | —                | —                     | —                     | —                     | 8     | 0     | 0      |
| S. L. Benfica "B" Portugal | Total club    | Total club    | 44    | 4     | 2      | 0                | 0                | 0                | 0                     | 0                     | 0                     | 44    | 4     | 2      |
| Total carrera              | Total carrera | Total carrera | 44    | 4     | 2      | 0                | 0                | 0                | 0                     | 0                     | 0                     | 44    | 4     | 2      |